# Страшимир Дочков
Страшимир Иванов Дочков е български революционер, одрински деец на Вътрешната македоно-одринска революционна организация.

## Биография
Дочков е роден в 1873 година в Цариград в семейството на Иван Дочков и Анна Десимирова. Брат му Атила Дочков работи дълги години в Българската екзархия в Цариград. Баща му Иван Дочков е от Бургас и е един от известните българи в столицата на Османската империя. Под редакцията на Петко Славейков той издава сатиричния вестник „Гайда“, а след това и вестник „Право“. Подир Освобождението Славейков кани Дочков в Сливен, където той е губернаторски чиновник. Двамата издават вестник „Българско знаме“. Страшимир учи първоначално в сливенската прогимназия. Пети клас завършва в Бургас, след което продължава образованието си в Пловдив. На 17-годишна възраст той заминава за Солун. В 1895 година завършва с десетия випуск Солунската българска мъжка гимназия. Отива да следва естествени науки в Одеса, но заради участие в студентски социалистически кръжок е изгонен. Завърнал се в България, Страшимир Дочков е назначен за учител в Чирпан. Твърде скоро след пристигането му той се сдружава с поета Пейо Яворов.
През 1898 г. с помощта на брат му и заможни цариградски българи Страшимир Дочков отива в Женева, където се записва студент по медицина. По-късно се прехвърля в университета в Берлин. През 1905 г. Дочков се дипломира като хирург, защитава дисертация и получава титлата доктор на медицинските науки, като същата година започва работа като лекар в Битоля, но на следната се мести в Одринската българска католическа гимназия, където остава до 1912 година, когато се мести в Цариград. Работи и в Софлу. Влиза във ВМОРО и на IV конгрес на Одринския революционен окръг в 1908 година е избран за член на окръжния комитет. По време на Балканската война е военен лекар. В хода на Първата световна война е произведен в чин майор. От 1919 до 1920 г. е във Върховния административен съвет на Западна Тракия.
В 1920 година е делегат на конгреса на Българо-турската революционна организация в село Химитли, Гюмюрджинско, и е избран за министър на Автономна Западна Тракия (1920-1923). По време на събитията в Тракия лекарят се жени за Елена Фотева, дъщеря на свиленградския търговец Васил Фотев. В Одрин се раждат двете им деца Живко и Васил. През 1925 г. младото семейство се премества в Свиленград. Предлагат на Дочков катедра в медицинския факултет при Софийския университет, но той отклонява предложението. Заселва се и работи в Свиленград. Дочков се отдава на медицината и посвещава своите знания и опит за подобряване здравето на местните жители, като развива широка обществена дейност. Страшимир Дочков умира внезапно от менингит през 1936 г. Негови спомени, снимки и документи се пазят в Централния държавен архив.
В годината на смъртта му се създава общоградски инициативен комитет със задача да се издигне паметник на д-р Страшимир Дочков в знак на благодарност за това, което е направил за хората. Монументът е поставен на видно място в градската градина. След преврата на 9 септември 1944 г. паметникът на д-р Дочков е унищожен.